# Umbelopsis dimorpha
Umbelopsis dimorpha är en svampart som beskrevs av Mahoney & W. Gams 2004. Umbelopsis dimorpha ingår i släktet Umbelopsis och familjen Umbelopsidaceae.   Inga underarter finns listade i Catalogue of Life.